# شانون غاريت
شانون غاريت (بالإنجليزية: Shannon Garrett)‏ هو لاعب كرة القدم الكندية أمريكي، ولد في 24 يناير 1972 في باي سانت لويس في الولايات المتحدة.